# Jag söker Jesu blod och kraft
Jag söker Jesu blod och kraft är en psalmtext av den pietistiske psalmförfattaren Gerhard Tersteegen.
Melodin uppges vara "nr 113 Till herrlighetens land igen", som är en melodin (C-dur, 4/4, 3/2) av Bartholomäus Gesius 1605, bearbetad av  Johann Hermann Schein 1628.

## Publicerad i
- Syréens sångbok 1843, som nr 212.
- Lilla Kempis 1876 som den trettonde sången. Titel "Själens trängtan efter förlozsning"